# Vilmos Balog
Vilmos Balog (* 21. Februar 1975 in Mezőkövesd, Ungarn) ist ein ehemaliger ungarischer Boxer im Halbmittelgewicht. Als Amateur nahm er im Weltergewicht an den Olympischen Spielen 2004 teil.

## Amateurkarriere
Vilmos Balog wurde mehrfach Ungarischer Meister, zuletzt 2003 im Weltergewicht. Er war Teilnehmer der Europameisterschaften 2000 in Tampere, 2002 in Perm und 2004 in Pula, sowie der Weltmeisterschaften 1997 in Budapest, 1999 in Houston, 2001 in Belfast und 2003 in Bangkok.
Im April 2004 gewann er die europäische Olympiaqualifikation in Plowdiw durch Siege gegen Henry Coyle, Pero Veočić, Mirosław Nowosada, Bülent Ulusoy und Viktor Polyakov, zudem errang er im Juni 2004 die Silbermedaille bei den EU-Meisterschaften in Madrid. Bei den Olympischen Spielen 2004 in Athen schied er im Achtelfinale gegen Juan Novoa aus.

## Profikarriere
Unter dem österreichischen Manager Peter Pospichal und dem Trainer József Őry wechselte er in das Profilager und blieb von 2005 bis 2010 in 29 Kämpfen ungeschlagen. Im Mai 2008 wurde er mit einem Sieg gegen Turgay Uzun IBF-Europameister im Halbmittelgewicht und im Oktober 2009 mit einem Sieg gegen den ungeschlagenen Vasyl Klyusa auch WBC-Mediterranean-Champion im Supermittelgewicht.